# Субпрефектура Итакера
Субпрефектура Итакера (порт. Subprefeitura de Itaquera) — одна из 31 субпрефектур города Сан-Паулу, размещена в центральной части города. Общая площадь 55.32 км². Численность населения — 525 337 жителей.
В составе субпрефектуры Итакера 4 округа:
- Итакера (Itaquera)
- Сидади-Лидер (Cidade Líder)
- Жозе-Бонифасиу (José Bonifácio)
- Парке-ду-Карму (Parque do Carmo)